# جيسيكا هنويك
جيسيكا هنويك (بالإنجليزية: Jessica Henwick)‏ هي ممثلة وكاتبة إنجليزية ولدت في 30 أغسطس 1992 لأم سنغافورية وأب إنجليزي.اشتهرت بدور كولين وينغ في مسلسل iron fist 

## وصلات خارجية
- جيسيكا هنويك على موقع IMDb (الإنجليزية)
- جيسيكا هنويك على موقع ميتاكريتيك (الإنجليزية)
- جيسيكا هنويك على موقع روتن توميتوز (الإنجليزية)
- جيسيكا هنويك على موقع ألو سيني (الفرنسية)
- جيسيكا هنويك على موقع قاعدة بيانات الفيلم (الإنجليزية)